# كونور براون
كونور براون (2 أكتوبر 1991 بشفيلد في المملكة المتحدة - ) (بالإنجليزية: Connor Brown) هو لاعب كرة قدم بريطاني في مركز الدفاع. لعب مع أولدهام أثلتيك وشيفيلد يونايتد ونادي كارلايل يونايتد ونادي يورك سيتي وإيستوود تاون ‏ ونادي بارو وهنكلي يونايتد ‏ ونادي جيزيلي ‏.

## وصلات خارجية
- كونور براون على موقع قاعدة بيانات كرة القدم.إي يو (الإنجليزية)
- كونور براون على موقع Soccerbase.com (لاعب) (الإنجليزية)
- كونور براون على موقع Soccerway.com (الإنجليزية)